# 1000 km di Hockenheim
La 1000 km di Hockenheim è stata una corsa automobilistica di velocità in circuito, valida per il Campionato mondiale sportprototipi nel 1977 e 1985.

## Albo d'oro
Risultati relativi al solo Campionato mondiale sportprototipi.
| Anno | Nome                  | Piloti                        | Vettura | Resoconto |
| ---- | --------------------- | ----------------------------- | ------- | --------- |
| 1977 | 6 Ore di Hockenheim   | Bob Wollek John Fitzpatrick   | Porsche | Resoconto |
| 1985 | 1000 km di Hockenheim | Hans-Joachim Stuck Derek Bell | Porsche | Resoconto |